# Papar (biljni rod)
Papar (lat. Piper),  veliki biljni rod vazdazelenih penjačica, grmova i drveća iz porodice paparovki. Sastoji se od 2 400 vrsta, a najpoznatiji među njima je crni papar (P. nigrum).
Rod papra rasprostranjen je po tropskim područjima Azije, Amerike i Afrike
osim crnog papra, poynatije vrste su i pepeljasti papar (P. guineense), kubanski papar s malajskog arhipelaga i betelov papar (P. betle). 
Opojni papar (Macropiper methysticum), ne pripada ovom rodu, sinonim mu je Piper methysticum Forst. fil.

## Vrste
Vidi Popis vrsta roda Piper

## Vanjske poveznice
|  | Zajednički poslužitelj ima još gradiva o temi Piper |
|  | Wikivrste imaju podatke o taksonu Piper             |